# Ngöndro
A ngöndro (szanszkrit: púrvaka, tibeti: ཕྱག་ཆེན་སྔོན་འགྲོ།, wylie: szngon 'gro,) a tibeti buddhizmus összes iskolájára és a bon vallásra egyaránt jellemző előkészítő gyakorlatokra és a tanítványokra vonatkozó fogalom. Ez előzi meg a formák fölötti meditációt (kjerim) és a formanélküli fölötti meditációt (dzokrim).
A ngöndro kifejezés szó szerint azt jelenti, hogy „megelőző”, „valami előtti”. Az előkészítő gyakorlatok teremtik meg a feltételt a haladó vadzsrajána szádhanák gyakorlásához, amelyekről úgy tartják, hogy lehetővé teszik a dzogcsen elérését.
Mindazonáltal a vadzsrajána mesterek fontosnak tartják azt kihangsúlyozni, hogy a ngöndro nem alacsonyabb rendű gyakorlat, és elegendő ahhoz is, hogy a gyakorlásával a gyakorló egészen a spirituális út egészen végéig is elérhet, és megvilágosodhat.

## Általános és különleges előkészületek
Általában az előkészítő gyakorlatokat kétféle nagy csoportba szokták rendezni: általános vagy közönséges (külső) és különleges (belső) előkészítő gyakorlatok.

### Általános előkészületek
A közönséges előkészítő gyakorlatok közé tartoznak a mély elmélkedések a következő négy témákörben:
1. az értékes emberi születés lehetőségei és előnyei
2. az állandótlanság és a változás igazsága
3. a karma működése
4. a szamszára lényeinek a szenvedései

Az előbbi négy dolgot összefoglalóan úgy is nevezik, hogy a „négy emlékeztető” vagy a „négy tudat-megváltoztató”. Ezen négy fő elmélkedési témán felül a különböző hagyományvonalakban lehetnek különleges, egyedi instrukciók is.
A négy általános előkészítő nem tévesztendő össze a szatipatthánával, amely a buddhizmusban a tudatosság alapját vagy az éberség alapzatait jelenti.

### Különleges előkészületek
A különleges előkészületek a következőkből állnak:
1. menedékvétel a három drágaságban és 100 000 leborulás (a büszkeség megtisztítása) elvégzése[13]
2. a bódhicsitta (a féltékenység megtisztítása) gyakorlása. Előfordul, hogy ez a gyakorlat az egyes ponthoz tartozik.
3. a Vadzsraszattva százszótagú mantra recitálása 100 000-szer (a gyűlölet megtisztítása)
4. mandala felajánlások 100 000-szer (a ragaszkodás megtisztítása)
5. gurujóga gyakorlatok 100 000-szer (a nemtudás megtisztítása)

Eme gyakorlatok a negatív cselekedeteket tisztítják és érdemekhez vezetnek. Hagyományosan a ngöndro gyakorlatokat a megvilágosodás reményében végzi a spirituális gyakorló, az összes érző lény javára. Az összes gyakorlat elvégzéséhez összesen mintegy 1500 órára van szükség. Egyes gyakorlók akár több alkalommal is elvégezhetik a ngöndrót. Elvonulásokon ez akár hat hónapig is tarthat. A világi életben a gyakorlás eltarthat évekig is.

### Magyarul
- Ole Nydahl: A négy alapgyakorlat. Ngöndro. Első lépések a Gyémánt Út buddhizmusban; Gyémánt Út Buddhista Közösség, Bp., 2006
- Karmapa: Ngöndro. A mahamudra alapgyakorlatai; Buddhista Meditáció Központ, Bp.–Tar, 2014